# Gajrowskie
Gajrowskie (niem. Friedrichsheyde, od 1938 r. Friedrichsheide) – wieś w Polsce położona w województwie warmińsko-mazurskim, w powiecie giżyckim, w gminie Wydminy.
W latach 1975–1998 miejscowość administracyjnie należała do województwa suwalskiego.
Wieś założona w 1709 roku w ramach osadnictwa szkatułowego, na podstawie umowy zawartej 23 lutego tegoż roku z burgrabią i dzierżawcą komory w Połomie -Fryderykiem Jacksteinem, który nabył 10 włók i 9 morgów lasu. Po 7 latach wolnizny, oprócz zapłaty czynszu w wielkości 12 marek rocznie od włóki, nowy właściciel miał zapłacić 10 marek za prawo korzystania z pastwisk w puszczy. Po jednorazowej zapłacie 100 marek uzyskał również prawo wyszynku, ale wiązała się z tym jeszcze dodatkowa opłata "od każdej beczki trunku drogiego 6 marek od szpuntu". Jackstein korzystał również z prawa do połowu ryb na własny użytek w jeziorze Litygajno.
W roku 1800 miejscowość ta należała do parafii Świętajno, w wieku XX – do Orłowa w powiecie giżyckim, gdzie mieścił się też urząd pocztowy. Niemiecka nazwa wsi Friedrichsheide nadana została przez władze niemieckie dopiero w roku 1938 w ramach akcji germanizacyjnej. 
16 lutego 1946 roku w wyniku obławy grupy operacyjnej NKWD-UB-MO w okolicy wsi, została rozbita III Brygada Wileńska NZW, licząca ok. 180 żołnierzy. W walce zginęło oraz zostało zamordowanych 16-22 partyzantów, 2 aresztowano. Jednym z poległych był Władysław Jurasow, pseudonim Wiarus. Po stronie NKWD odnotowano 2 zabitych funkcjonariuszy.